# Аракапас
Аракапа̀с (на гръцки: Αρακαπάς) е село в Кипър, окръг Лимасол. Според статистическата служба на Република Кипър през 2001 г. селото има 292 жители.
Намира се на 5 км западно от Ептагонея.